# Großer Sicherheits- und Ordnungsdienst
Als Großer Sicherheits- und Ordnungsdienst (GSOD) wurde bzw. wird in der deutschen und österreichischen Polizei der Einsatz geschlossener Einheiten bezeichnet. Es wird im GSOD eine der Form nach mehr oder weniger lange, aber sinnvolle, zusammenhängende Reihe von wohlgeordneten Akten der Gesetzesvollziehung und Auftragsvollstreckung angestrebt. Als Kräfte, in deren Händen hauptsächlich die Bewältigung des GSOD liegt, gelten die Einsatzeinheiten.
Im Gegensatz zum GSOD existiert dem Namen nach auch der sogenannte Kleine Sicherheits- und Ordnungsdienst (KSOD), unter welchem jedoch der normale, geregelte Streifendienst mit den Bediensteten der Polizeiinspektionen zu verstehen ist. Der Begriff des KSOD wird im internen Sprachgebrauch nicht verwendet.
Als geschlossene Einheit bezeichnet man eine Formation von Kräften der Sicherheitsexekutive, welche in militärischer Ordnung (geschlossene exerziermäßige oder geöffnete einsatzmäßige Form) und mit gemeinsamer Zielsetzung auftritt (Verwirklichung eines gemeinsamen sicherheits- und ordnungsdienstlichen Ziels), sowie unter einem einheitlichen Kommando steht.

## Definition
Scheffler definierte den GSOD, KSOD und ASOD 1964 wie folgt:
GSOD: Polizeieinsatz aus vorwiegend friedlichem Anlaß, der über den täglichen Dienst hinausgeht und die Verwendung zusammengefaßter Polizeikräfte, oft geschlossener Einheiten, unter einheitlicher Führung erfordert.
KSOD: Der zur Aufrechterhaltung der öffentlichen Sicherheit und Ordnung sowie zur Strafverfolgung ausgeführte normale tägliche Polizeidienst.
ASOD (Außergewöhnlicher Sicherheits- und Ordnungsdienst): Einsatz zusammengefaßter Kräfte oder geschlossener Einheiten der Polizei bei inneren Unruhen gegen einen organisierten und bewaffneten Störer. (Siehe auch Polizeikampf)

## Anlässe

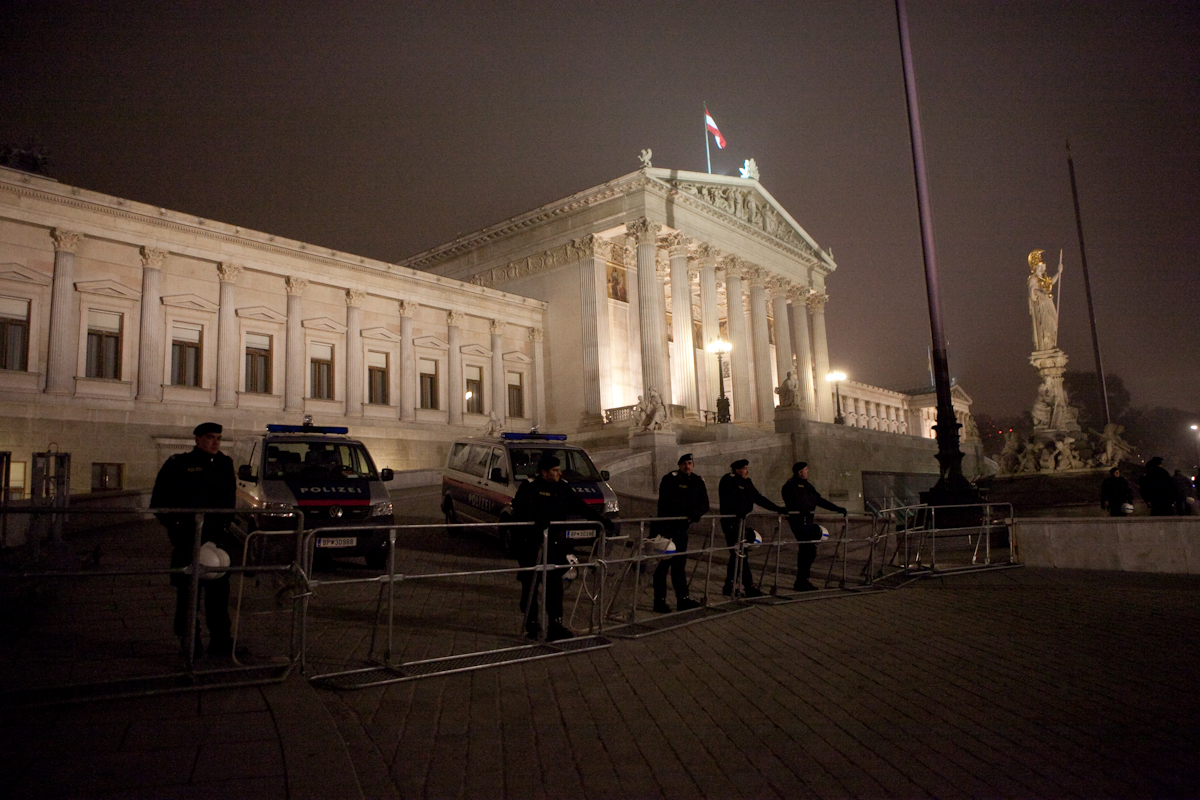
Beamte im GSOD-Einsatz bei einer Demonstration vor dem Parlament.

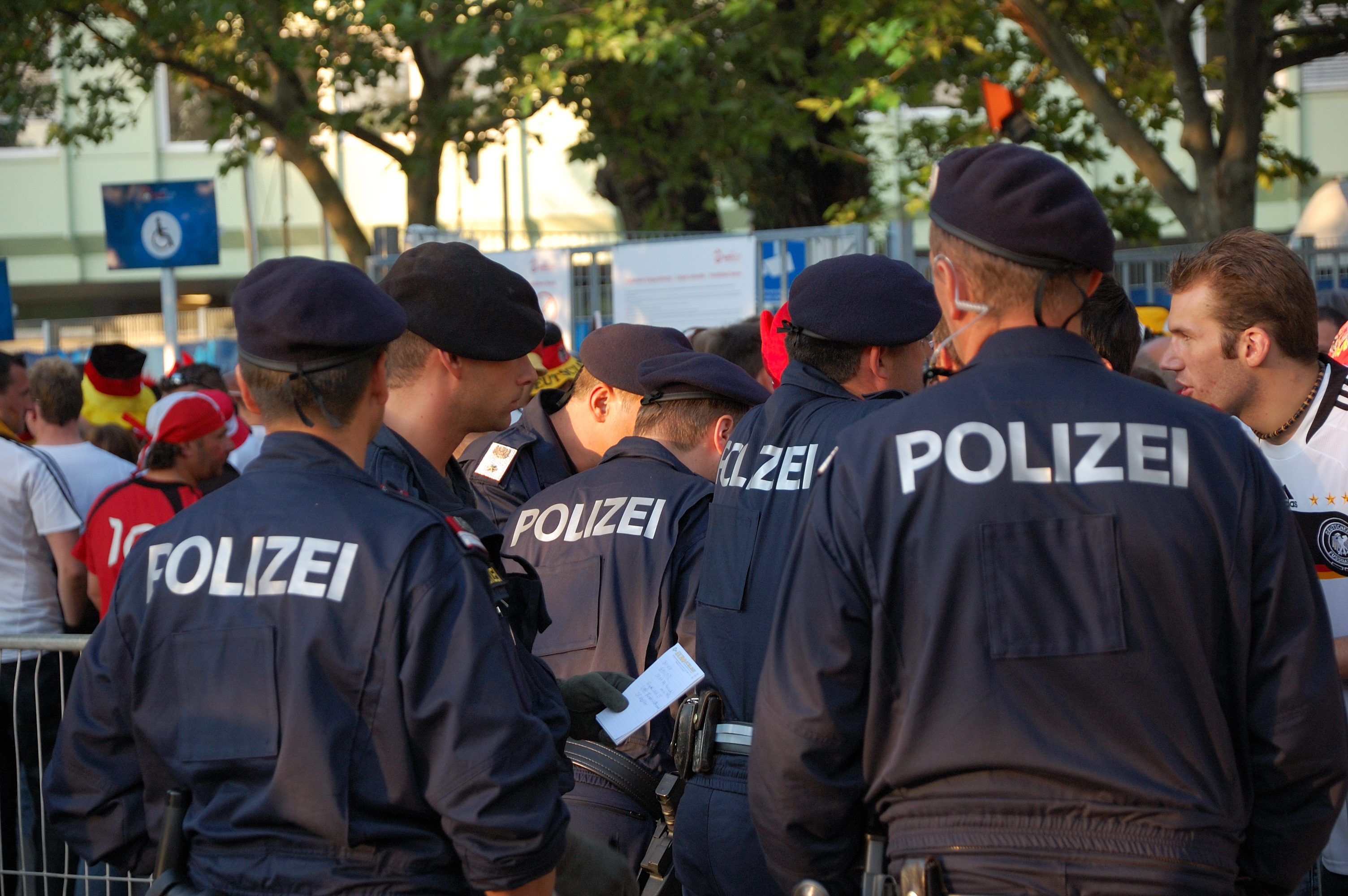
GSOD-Einsatz anlässlich der Fußball-Europameisterschaft 2008.

Als Einsatzfall für den GSOD gelten Ereignisse, die ein polizeiliches Einschreiten in großem Maßstab erfordern. Es lassen sich nach ihrer Struktur und dem funktionalen Charakter Grundtypen von solchen Ereignissen erstellen, auch wenn es zu Mischfällen kommen kann.
Als Beispiele können folgende Anlässe dienen:
- Staatsbesuche
- Demonstrationen
- Großveranstaltungen (Versammlungen und Feste, sportliche Ereignisse usw.)
- Arbeitskonflikte
- Katastrophenfälle
- Bedrohung der verfassungsmäßigen Ordnung

Bei allen Anlässen wird in  friedliche, halbfriedliche und unfriedliche Anlässe unterschieden.
Friedliche Anlässe sind solche, bei denen mit gewalttätigen Reaktionen des Gegenübers von Haus aus nicht zu rechnen ist (zum Beispiel Großveranstaltungen kultureller Art).
Halbfriedliche Anlässe sind solche, bei denen man grundsätzlich von einer friedlichen Einstufung ausgeht, jedoch zum Beispiel Störungen von außen erwartet werden können, die einen Stimmungsumschwung des Gegenübers möglich erscheinen lassen (zum Beispiel sportliche Wettkämpfe wie Fußballspiele oder auch politische Veranstaltungen).
Unfriedliche Anlässe sind solche, bei denen die Anwendung von Gewalt mit Sicherheit bzw. mit großer Wahrscheinlichkeit zu erwarten ist (zum Beispiel unfriedliche demonstrative Aktionen). Der Waffengebrauch durch die Polizei ist in solchen Fällen wahrscheinlich.
Auch können Ereignisse insoweit gegliedert werden, ob die Sicherheitsbehörden davon Vorkenntnisse erlangt haben.
Von vornherein bekannte Anlässe (a priori) lassen ein rechtzeitiges Planen und Vorbereiten des Einsatzes zu. Spontananlässe sind jene, welche ohne jede Vorwarnung auftreten. Dazu werden beispielsweise Naturkatastrophen, Geiselnahmen oder spontane Demonstrationen gezählt. Auch wenn in diesen Fällen eine konkrete Einsatzplanung nicht möglich ist, wird versucht durch Erstellen von Maßnahmenkatalogen und Einsatzplänen ein zu großes Überraschungsmoment auszuschalten.

## Ziele
Ziele des GSOD sind vor allem die Aufrechterhaltung der bestehenden Sicherheit und Ordnung durch Schutz (Prävention), die Wiederherstellung der gestörten Sicherheit und Ordnung durch Befriedung (Repression) sowie die Hilfeleistung in Katastrophenfällen.